# Bolschaja Lopatka

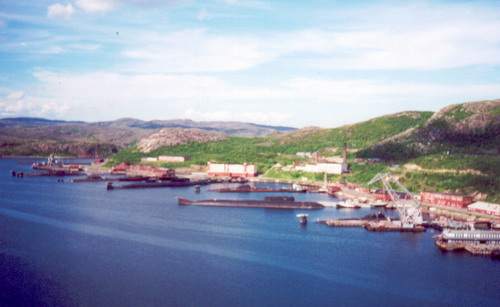
Bolschaja Lopatka

Bolschaja Lopatka (russisch Большая Лопатка) ist ein Marinestützpunkt der Nordflotte im Fjord Sapadnaja Liza an der Barentssee.
Der Stützpunkt wurde in den 1960er Jahren errichtet und  gehört zu den moderneren und größeren Komplexen im Fjord. Er hat acht Piers, ein Trockendock und zwei Lageranlagen. Auch werden hier radioaktive Abfälle zwischengelagert.